# Fernando de Herrera
Fernando de Herrera est un poète lyrique espagnol né à Séville en 1534 et mort en 1597. Il est surnommé le Divin par les contemporains.

## Biographie
Entré dans l’Église, il vit studieux et retiré, fréquentant quelques amis, entre autres Cervantes ainsi que le peintre Francisco Pacheco. Il fait son portrait et édite plus tard ses poésies.
Le seul événement connu le concernant est un amour platonique pour une dame (peut-être la comtesse de Gelves) dont il chante la beauté en des élégies un peu subtiles, à la façon de Pétrarque. Herrera écrit un commentaire sur les œuvres de Garcilaso de La Vega dans Anotaciones a Garcilaso (Séville, 1580), un poème sur la victoire de Philippe II à la bataille de Lépante, et un autre sur la défaite et la mort du roi dom Sébastien de Portugal, en Afrique près d'Alcazar-Quivir (4 août 1578).
Herrera écrit une histoire sur la guerre de Chypre et la victoire de Lépante : Relacion de la guerra de Chipre y suceso de la batalla naval de Lepanto (Séville, 1572). Il traduisit en castillan la vie latine de Thomas Morus par Stapleton, sous ce titre : Elogio de la vida y muerte de Tomas Moro (Séville, 1591). Le peintre Francisco Pacheco fait paraître la première édition complète des œuvres poétiques d'Herrera (Séville, 1619). La plus importante est celle de Fernandez (1808) dans la collection des Poesias castellanas (réédition dans la collection Rivadenevra, 1854). Les principaux poèmes d'Herrera (odes, élégies) ont été réimprimés dans le Parnaso español de Quintana (édition de Paris, 4861). D'après Rioja, il aurait travaillé longtemps à une histoire d'Espagne dont le manuscrit n'a pas été retrouvé.

## Source
Cet article contient des extraits de La Grande Encyclopédie dont le contenu se trouve dans le domaine public. Il est possible de supprimer cette indication si le texte reflète le savoir actuel sur ce thème, si les sources sont citées, s'il satisfait aux exigences linguistiques actuelles et s'il ne contient pas de propos qui vont à l'encontre des règles de neutralité de Wikipédia.